# كيلانشاه
كيلانشاه بن كيكاوس بن إسكندر بن قابوس بن وشمكير بن زيار، هو آخر حكام الدولة الزيارية، وكان حاكمًا على المنطقة الجبلية فقط، لأن طغرل بك كان قد استولى على طبرستان قبل مجيئه إلى بغداد. توفي كيلانشاه سنة 470هـ.